# (300055) 2006 UQ178
(300055) 2006 UQ178 es un asteroide perteneciente al cinturón de asteroides, descubierto el 16 de octubre de 2006 por el equipo del Catalina Sky Survey desde el Catalina Sky Survey, Arizona, Estados Unidos.

## Designación y nombre
Designado provisionalmente como 2006 UQ178.

## Características orbitales
2006 UQ178 está situado a una distancia media del Sol de 2,844 ua, pudiendo alejarse hasta 3,297 ua y acercarse hasta 2,392 ua. Su excentricidad es 0,159 y la inclinación orbital 7,201 grados. Emplea 1752,68 días en completar una órbita alrededor del Sol.

## Características físicas
La magnitud absoluta de 2006 UQ178 es 16,4.